# Murchisonhalvön

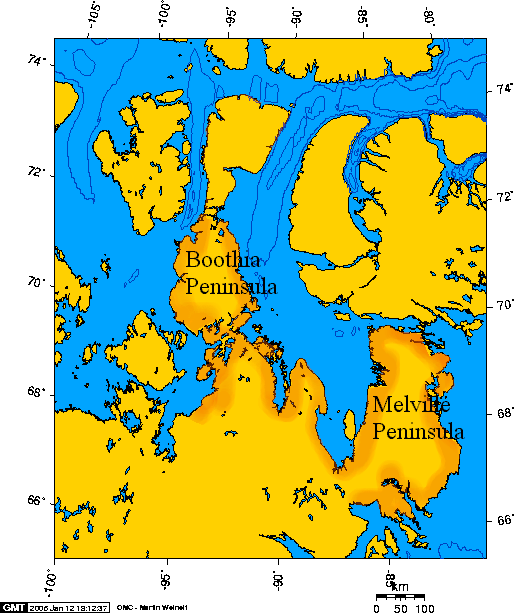
Lägeskarta, Murchisonhalvön högst upp på Boothiahalvön

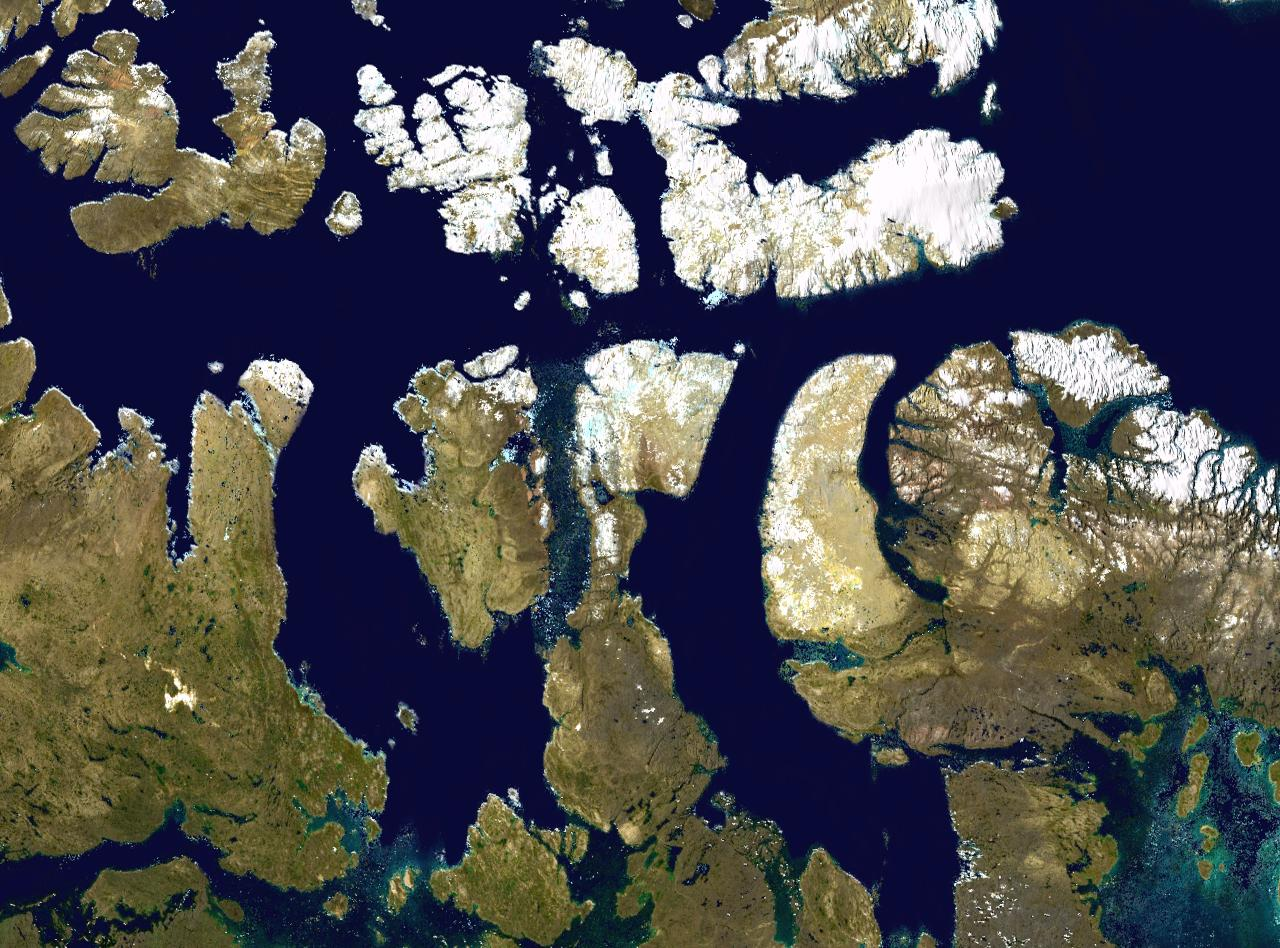
Områdetkarta, Murchisonhalvön i mitten nedanför Somerset Island

Murchisonhalvön (engelska Murchison Promontory) är en halvö i norra Kanada som är den nordligaste platsen på den nordamerikanska kontinenten   och tillhör därmed världens yttersta platser.

## Geografi
Murchisonhalvön ligger i territoriet Nunavut i på den norra delen av Boothiahalvön direkt vid sundet Bellot Strait i Norra ishavet. Den nordligaste punkten på halvön är Zenith Point (Kap Zenit)  vars geografiska koordinater är 72°00′04″N 94°33′27″V / 72.00111°N 94.55750°V
Den obebodda udden ligger cirka 250 km norr om huvudorten Taloyoak vid det ca 48 km långa och ca 3 km breda sundet Bellot Strait. På andra sidan sundet ligger Somersetön.
Förvaltningsmässigt utgör udden en del av "Kitikmeot Region" (Kitikmeotregionen).

## Historia
Området utforskades i april 1852 av kanadensiske kapten William Kennedy och franske Joseph René Bellot under deras sökande efter spår av den försvunna Franklinexpeditionen  . Då upptäcktes även sundet som senare döptes efter Bellot.
Iriske Francis Leopold McClintock övervintrade i området på fartyget "Fox" vintern 1858 - 1859 även han i sökandet efter Franklinexpeditionen .
1937 passerade skotske E.J. "Scotty" Gall udden vid den första genomseglingen av hela sundet ombord på Hudson Bay-kompaniets fartyg "Aklavik" .